# Bhindar
Bhindar fou una thikana o jagir de l'antic principat de Mewar, formada per 100 pobles i una vila. La capital era Bindar a uns 51 km a l'est-sud-est de Mewar que tenia 5172 habitants el 1901. L'estat era governat per un thakur (noble) de primera classe de Mewar, i portava el títol de maharaj; pertanyia al clan sisòdia dels rajputs, subclan sakhtawat, família Bhanawal.

## Llista de maharajs
- Bhan 1594-1605
- Puran Mal 1605-1611
- Sabal Singh 1611-1635 (general de l'exèrcit imperial)
- Mokham Singh I 1635-1681
- Amar Singh 1681-1709
- Jait Singh 1709-1727
- Umaid Singh 1727-1753
- Kushal Singh 1753-1765
- Mokham Singh II 1765-1810
- Zorawar Singh 1810-1827
- Hamir Singh 1827-1878
- Madan Singh 1878-1887
- Kesri Singh 1887-1901
- Madho Singh 1901-1919
- Bhopal Singh 1919-1928
- Kesar Singh 1928-1949 (+1952)